# Tagine
Tagine er en stegeso, der en nordafrikansk tradition for tilberedning af mad. En tagine er et specielt glaceret lerfad med kegleformet låg. Fisk, kylling eller kød tilberedes i fadet sammen med krydderier, urter og grøntsager. Man  tilbereder retten i ovnen, men oprindeligt tilberedes den over glødende kul. Kendetegnet for tagine er, at råvarerenes smag og aroma er bevaret.
En variation af denne tradition er den tunesiske tagine. Denne ret minder mere om den italienske frittata eller en omelet. Den er rig på lokale krydderier og kan indeholde fyld som bønner, kikærter, rasp eller kartofler. Den kan fås med fisk og skaldyr, kylling, kød eller som vegetar. 